# Mooré
Pour les articles homonymes, voir More.
Ne doit pas être confondu avec Moré (langue de Bolivie).
Le mooré (autonyme : mòoré) est une langue gour du groupe oti-volta, parlée par les Mossis principalement au Burkina Faso, à Yori au Mali et à Nadjouni au Togo,, ainsi que par la diaspora dans les pays voisins. C'est la langue la plus parlée du pays. Lors du recensement de 2006, 53 % de la population le parlait comme langue maternelle. C'est aussi avec le dioula et le peul une langue véhiculaire du Burkina Faso.

## Dialectes
Norbert Nikièma et Jules Kinda répertorient les dialectes moré suivant, :
- Yaana ou yaande
- Yaana du Sud
- Zaoore du Sud
- Zaoore central
- Zaoore du Nord
- Yaadre
- Taoolende
- Moré central
- Sãre
- Busumdi

## Phonologie
Le mòoré connaît les phonèmes suivants :

### Consonnes
|               |               | Bilabiales | Labio- dentales | Alvéolaires | Palatales | Vélaires | Glottales |
| Occlusives    | sourdes       | p          |                 | t           |           | k        | ʔ         |
| Occlusives    | sonores       | b          |                 | d           |           | ɡ        |           |
| Nasales       | Nasales       | m          |                 | n           |           |          |           |
| Fricatives    | sourdes       |            | f               | s           |           |          | h         |
| Fricatives    | sonores       |            | v               | z           |           |          |           |
| Liquides      | Liquides      |            |                 | l / r       |           |          |           |
| Semi-voyelles | Semi-voyelles |            | w               |             | j         |          |           |

Remarque
- La semi-voyelle [j] est prononcée [ɲ] (nasale palatale) devant les voyelles nasales.

### Voyelles
|            |              | Antérieures | Centrales | Postérieures |
| Fermées    |              | [i]         |           | [u]          |
| Fermées    | Centralisées | [ɪ]         |           | [ʊ]          |
| Mi-fermées | Mi-fermées   | [e] [ɛ]     |           | [o]          |
| Ouvertes   | Ouvertes     |             | [a]       |              |

Remarques :
- Toutes les voyelles (sauf [ʊ], [ɩ], [ɛ] ) figurent également comme voyelles nasalisées[7].
- Toutes les voyelles (orales et nasalisées) figurent également comme voyelles longues.
- D'autres linguistiques[Lesquels ?] ajoutent la voyelle  [ɔ] ; ici, cette voyelle est analysée comme diphtongues sous-jacentes ([ɛ] est issu de /ea/, et [ɔ] est issu de /oa/).
- la voyelle [ɛ] è une voyelle du moore et ne doit donc pas être considérée comme diphtongue sous-jacente

## Écriture
Au Burkina Faso, l’alphabet moré utilise les lettres codifiées dans l’Alphabet national burkinabè.
| Alphabet mooré burkinabè | Alphabet mooré burkinabè | Alphabet mooré burkinabè | Alphabet mooré burkinabè | Alphabet mooré burkinabè | Alphabet mooré burkinabè | Alphabet mooré burkinabè | Alphabet mooré burkinabè | Alphabet mooré burkinabè | Alphabet mooré burkinabè | Alphabet mooré burkinabè | Alphabet mooré burkinabè | Alphabet mooré burkinabè | Alphabet mooré burkinabè | Alphabet mooré burkinabè | Alphabet mooré burkinabè | Alphabet mooré burkinabè | Alphabet mooré burkinabè | Alphabet mooré burkinabè | Alphabet mooré burkinabè | Alphabet mooré burkinabè | Alphabet mooré burkinabè | Alphabet mooré burkinabè | Alphabet mooré burkinabè | Alphabet mooré burkinabè | Alphabet mooré burkinabè |
| ------------------------ | ------------------------ | ------------------------ | ------------------------ | ------------------------ | ------------------------ | ------------------------ | ------------------------ | ------------------------ | ------------------------ | ------------------------ | ------------------------ | ------------------------ | ------------------------ | ------------------------ | ------------------------ | ------------------------ | ------------------------ | ------------------------ | ------------------------ | ------------------------ | ------------------------ | ------------------------ | ------------------------ | ------------------------ | ------------------------ |
| A                        | ʼ                        | B                        | D                        | E                        | Ɛ                        | F                        | G                        | H                        | I                        | Ɩ                        | K                        | L                        | M                        | N                        | O                        | P                        | R                        | S                        | T                        | U                        | Ʋ                        | V                        | W                        | Y                        | Z                        |
| a                        | ʼ                        | b                        | d                        | e                        | ɛ                        | f                        | g                        | h                        | i                        | ɩ                        | k                        | l                        | m                        | n                        | o                        | p                        | r                        | s                        | t                        | u                        | ʋ                        | v                        | w                        | y                        | z                        |
| Valeurs phonétiques      |                          |                          |                          |                          |                          |                          |                          |                          |                          |                          |                          |                          |                          |                          |                          |                          |                          |                          |                          |                          |                          |                          |                          |                          |                          |
| a                        | ʔ                        | b                        | d                        | e                        | ɛ                        | f                        | ɡ                        | h                        | i                        | ɪ                        | k                        | l                        | m                        | n                        | o                        | p                        | r                        | s                        | t                        | u                        | ʊ                        | v                        | w                        | j                        | z                        |

Les voyelles nasales sont écrites avec un tilde au-dessus : ã, ẽ, ĩ, õ, ũ.

Un texte en moré sur un tableau noir en plein air lors d'une réunion d'agriculteurs et de vulgarisateurs agricoles, Ziga, Burkina Faso, 1981.
Le texte se lit comme suit :
« talaat Octobre kiug daar 6 soaba 1981
Moor karongo roogo la wooto.
Ed fãa tʋm ne taaba d bayira manegre yinga.
Ned ka be n tõe yel ti yẽ seka a meng ye.
Ned fãa rata a to sõngre, ta vɩɩm yɩ a noogo.Ziiga »
Traduction francaise du texte :
Mardi, mois d'octobre, 6e jour, 1981
Ceci est une salle d'apprentissage du Moré.
Travaillons tous ensemble pour arranger notre patrie.
Personne ne peut dire qu'il se suffit à lui-même.
Chacun a besoin de l'aide de l'autre, pour vivre heureux.
Ziiga

### Autres alphabets
Un alphabet moré de 28 lettres a été inventé par Mahamadi Ouédraogo au début des années 2000.
Un autre alphabet a été inventé en 2022 par Wenitte Apiou pour les langues gur.

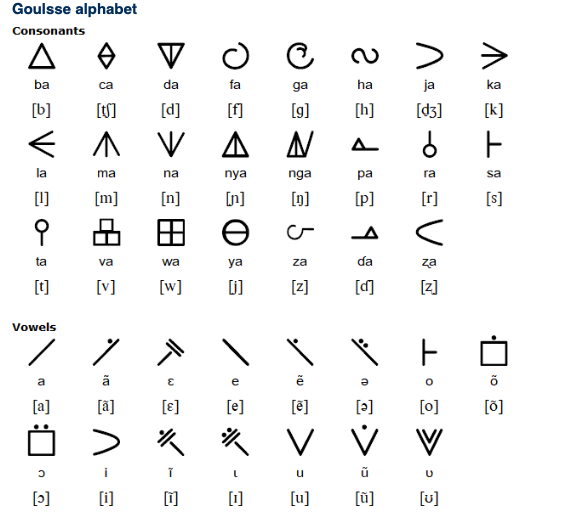

## Mots usuels
| Traduction | Mot   | Prononciation standard       |
| ---------- | ----- | ---------------------------- |
| terre      | tẽnga | [tẽ́nga]                      |
| ciel       | saaga | [saːɣa] (ton moyen)          |
| un balai   | saaga | [sáːɣà] (ton haut, ton bas)  |
| la pluie   | saaga | [sáːɣá] (ton haut, ton haut) |
| eau        | koom  | [kǒːm]                       |
| feu        | bugum | [bùɣùm]                      |
| personne   | neda  | [nèdá]                       |
| homme      | rawa  |                              |
| femme      | paga  | [páɣà]                       |
| enfant     | biiga | [biːɣà]                      |
| manger     | di    | [dì]                         |
| boire      | yu    | [ɲû]                         |
| grand      | bedre | [bédré]                      |
| petit      | bilfu | [bílfú]                      |
| nuit       | yungo | [júngo]                      |
| jour       | dáaré | [dáːre]                      |

Le g en mooré est prononcé dans certains mots avec le son dur de gare, dans d'autres un peu comme le r français (noté ici R), alors que le r du mooré est roulé.
La prononciation peut varier d'une région à l'autre.

## Petit lexique par catégorie
| Mot                              | Traduction                            | Commentaire                                                              |
| -------------------------------- | ------------------------------------- | ------------------------------------------------------------------------ |
| Ne-y yibeoogo                    | Bonjour                               | Le matin                                                                 |
| Ne-y wîndga                      | Bonjour                               | Vers midi                                                                |
| Ne-y zaabre                      | Bonsoir                               | L'après-midi à partir de 13 h (en Afrique de l'Ouest c'est déjà le soir) |
| Ne-y yungo                       | Bonsoir                               | Après le coucher du soleil                                               |
| Ne-y tuuma                       | Salutation à des gens qui travaillent |                                                                          |
| Yeela                            | Bienvenue                             |                                                                          |
| Yîis kibare?                     | Comment allez-vous ?                  |                                                                          |
| Keemame?                         | Êtes vous en bonne santé ?            |                                                                          |
| Laafi / Laafi bala / Laafi beeme | Ça va.                                |                                                                          |
| Bilfu                            | À bientôt                             |                                                                          |
| (Wênd na kô-d) beoogo            | À demain (ou au revoir)               | Littéralement « Que Dieu nous prête vie jusqu'à demain »                 |

| Mot                      | Traduction                   | Commentaire                                                                   |
| ------------------------ | ---------------------------- | ----------------------------------------------------------------------------- |
| Yel ka be                | Y'a pas de problème          | Yel = problème. On entend aussi le mélange franco-moré « y'a pas de yélé ».   |
| F' gomda moore ? (ou Fo) | Parles-tu mooré ?            | fo = toi ; gome = parler                                                      |
| Mam wumda moore.         | Je comprends le mooré.       | mam = moi ; wume = entendre, comprendre                                       |
| Fo yuur la bôe ?         | Comment t'appelles-tu ?      | Réponse : Mam yuur la...                                                      |
| Fo tara yuum a wâna ?    | Quel âge as-tu?              | Réponse : Mam tara yuum...                                                    |
| Wênd na kô-y laafi       | Bonne guérison               | Littéralement « Que Dieu vous donne la santé »                                |
| Nasaara                  | Homme de race blanche        | Origine : Nazareth, donc chrétien                                             |
| Yaa wâna?                | C'est combien?               | Pour demander le prix d'un objet à un commerçant                              |
| Yaa sôama!               | C'est bien !                 |                                                                               |
| Yaa sida.                | C'est vrai.                  |                                                                               |
| Yaa woto                 | C'est ainsi                  | Utilisé pour marquer son accord avec son interlocuteur                        |
| Yaa toogo                | C'est difficile ; C'est cher |                                                                               |
| Mam nonga foo            | Je t'aime                    | Visible sur le mur des amoureux à côté du métro Abbesses à Montmartre (Paris) |

| Mot   | Traduction     | Commentaire                                             |
| ----- | -------------- | ------------------------------------------------------- |
| Ki    | Mil            |                                                         |
| Komba | Aubergine      | Variété locale très amère                               |
| Maana | Gombo          |                                                         |
| Nemdo | Viande         |                                                         |
| Puure | Tripes         |                                                         |
| Siini | Sésame         |                                                         |
| Suuma | Pois           | Sorte de pois local                                     |
| Weda  | Weda (!)       | Saba senegalensis (fruit de lianes)                     |
| toega | Baobab         |                                                         |
| Yu    | termite grillé | termite ailé capturé dans le feu à la saison des pluies |

| Mot       | Traduction | Commentaire       |
| --------- | ---------- | ----------------- |
| Boyêega   | Lion       | pluriel boyêessé  |
| Bôaanga   | Âne        | pluriel boeense   |
| Ku(r)kuri | Cochon     | pluriel kukuya    |
| Louanga   | Grenouille | pluriel lomsé     |
| Noaaga    | Poulet     | pluriel noose     |
| No-bila   | Poussin    | plurielNo-bi      |
| Naafo     | Bœuf       | pluriel nissi     |
| Nanga     | Scorpion   | pluriel Namsé     |
| Pesgo     | Mouton     | pluriel Pissi     |
| Wamba     | Singe      |                   |
| Wobogo    | Éléphant   | pluriel Wobdo --- |
| Ziima     | Poisson    | Swamba = Lapin    |

| En lettres  | Chiffre |
| ----------- | ------- |
| Yembre / Ye | 1       |
| Yiibu       | 2       |
| Taanbo      | 3       |
| Naase       | 4       |
| Nu          | 5       |
| Yoobe       | 6       |
| Yopoe       | 7       |
| Nii         | 8       |
| Wae         | 9       |
| Piiga       | 10      |